# Barmáquidas

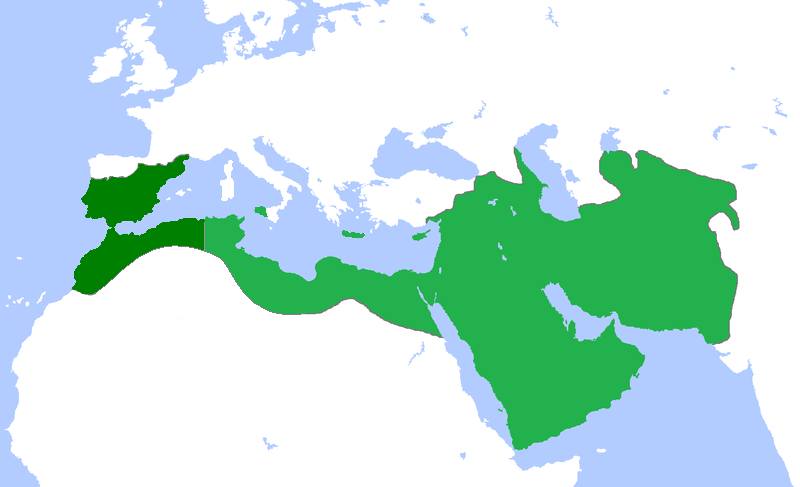
Mapa de localización del califato abbasí en su máxima extensión, en 744, en el que los barmáquidas fueron ministros, secretarios y visires.

Los barmáquidas fueron una familia persa de ministros, secretarios y visires al servicio de los primeros califas abasíes. De origen budista, tal vez luego incluso se convirtieron al zoroastrismo y su poca tradición musulmana fue uno de los argumentos usados en su contra cuando cayeron en desgracia, durante el califato de Harún al-Rashid.
Su nombre deriva de Barmak, antepasado suyo y título del gran sacerdote del templo de Nawbahar junto a Balj, que ocupaba un área de 1500 km², y cuyos terrenos quedaron en poder de la familia. Nawbahar había sido destruido por los árabes en 663; el historiador persa al-Tabarí dice que el príncipe local Nizak Tarkhan aun hacía uso del templo alrededor de  709/710; no fue reconstruido cuando se restauró Balj tras el 725. Según la leyenda el último Barmak fue a Bagdad el 725 convirtiéndose al islam, si bien puede que los primeros conversos fueran sus hijos.
Miembros destacados de la familia fueron:
- Khalid ibn Barmak, hijo del último Barmak.
- Yahya ibn Khalid
- al-Fadl ibn Yahya
- Djafar ibn Yahya
- Muhammad ibn Yahya
- Musa ibn Yahya, gobernador de Sind, muerto en 836
- Imran ibn Musa, gobernador de Sind en 836
- Muhammad ibn Khalid.

Su poder trajo consigo un esplendor de las artes, pues eran conocidos mecenas. Su caída se produjo a principios del año 803 cuando el califa Harún al-Rashid, cansado de su tutela, hizo matar al visir Djafar, arrestó a los demás y expropió sus bienes.
Son mencionados como personajes de Las 1001 noches.
- Datos: Q808354